# Amerikanske uafhængighedskrig
Den amerikanske uafhængighedskrig (1775–1783) eller amerikanske befrielseskrig (engelsk: American Revolutionary War eller American War of Independence) var en krig mellem Storbritannien og tretten britiske kolonier, som erklærede deres uafhængighed som Amerikas Forenede Stater i 1776. Krigen var kulminationen på den amerikanske revolution, en kolonial magtkamp mod politiske og økonomiske kræfter i det britiske imperium. Krigen udvidede sig senere udenfor britisk Nordamerika. Mange indianere kæmpede også på begge sider i konflikten.
I løbet af krigen brugte briterne deres overlegne marine til at erobre og besætte kystbyer, men kontrollen over landområderne, hvor det meste af befolkningen boede, manglede. Efter en amerikansk sejr ved Saratoga i 1777 gik Frankrig, Spanien og Nederlandene ind i krigen mod Storbritannien. Franskmændenes involvering viste sig at være afgørende. Fransk sejr i søslaget ved Chesapeake førte til, at en britisk armé overgav sig i Yorktown i 1781. Parisaftalen i 1783 anerkendte USA's uafhængighed.
Denne artikel omhandler den militære udvikling i krigen. For de politiske og sociale aspekter samt oprindelse og efterspil, se den amerikanske revolution.

## De krigsførende parter før 1778

### Arméer, militser og lejesoldater
Kolonisterne var delt i, hvilken side de skulle støtte i krigen. I nogle områder var kampen en borgerkrig. Revolutionære, også kendt som "amerikanere" eller "patrioter", havde den aktive støtte fra omkring 40-45 % af befolkningen i kolonierne. Omkring 15-20 % af befolkningen støttede den britiske krone under krigen og var kendt som loyalister (eller toryer). Loyalisterne stillede med omkring 50.000 mand i løbet af krigen til støtte for det britiske imperium. Efter krigen forlod omkring 70.000 loyalister USA; de fleste drog til Canada, Storbritannien eller til britiske kolonier i Caribien.
Da krigen begyndte, havde amerikanerne ikke en regulær armé. Hver koloni havde traditionelt stået for sit eget forsvar gennem brugen af lokale militser. Militsmænd tjente kun i nogle uger eller måneder ad gangen, var nødt til at rejse meget langt fra hjemmet og var dermed normalt ikke tilgængelige for store operationer. Militserne manglede træning og disciplin i forhold til regulære soldater, men var af og til effektive mod regulære styrker. Amerikanske militser var nogle gange dygtige til partisan-krigsførelse og var særlig effektive i at slå loyalisternes aktiviteter ned, når britiske regulære ikke var i nærheden.
I et forsøg på at koordinere den militære indsats etablerede den kontinentale kongres (på papiret) en regulær kontinental hær i juni 1775 og udnævnte George Washington til øverstkommanderende. Udviklingen af den kontinentale hær var et pågående arbejde, og Washington tog nølende militser ind i de regulære styrker under krigen. Selv om så mange som 250.000 mand kunne have tjent som regulære eller som militsmænd for den revolutionære sag i de otte krigsår, var der aldrig mere end 90.000 væbnede mænd totalt for amerikanerne i løbet af et år. Hærene i Nordamerika var små målt med datidens europæiske målestok. Det største antal mænd, som Washington personlig kommanderede på slagmarken på en gang, var mindre end 17.000.
Den britiske hær bestod i starten af 1775 af omkring 36.000 mænd på verdensbasis, men rekruttering i krigstid øgede jævnt dette antal. Derudover lejede briterne 30.000 etniske tyske lejesoldater i løbet af krigen, populært kendt i kolonierne som "hessere", fordi mange af dem kom fra Hessen-Kassel. Tyskerne udgjorde omkring en tredjedel af de britiske troppers styrke i Nordamerika. Antallet af britiske og tyske tropper stationeret i Nordamerika var inden 1779 på over 60.000, men disse var spredt fra Canada til Florida.

### Sorte og originale amerikanere
Afroamerikanere, slaver og frie sorte deltog på begge sider i krigen. Sorte soldater deltog i de nordlige militser fra udbruddet, men dette var forbudt i syd, hvor slavejere frygtede bevæbnede slaver. I november 1775 udstedte Lord Dunmore, den kongelige guvernør i Virginia, en proklamation, som lovede frihed til slaver, som kæmpede for briterne. Henry Clinton udstedte et lignende edikt i New York i 1779. Titusindvis af slaver strømmede til de britiske linjer, selvom kun 1.000 blev bevæbnet. Mange deltog som budbringere, mekanikere, arbejdere, tjenere, spejdere og guider, selvom mere end halvdelen døde af koppe-epidemier, som hærgede de britiske styrker, andre blev drevet ud af de britiske linjer, da der ikke var mad nok. Til trods for Dunmores løfter fik majoriteten af slaverne ikke deres frihed.
På grund af mangel på mandskab trak Washington forbuddet mod sorte i den kontinentale hær tilbage i januar 1776. Sorte enheder blev dannet i Rhode Island og Massachusetts, mange var slaver, som blev lovet frihed, hvis de deltog sammen med deres ejere. En anden enhed med sorte kom fra Haiti med de franske styrker. Mindst 5.000 sorte soldater kæmpede for revolutionens sag.
De fleste indianere øst for Mississippi blev påvirket af krigen. Mange samfund var delt i spørgsmålet om, hvordan de skulle forholde sig til konflikten. De fleste indianerne, som sluttede sig til krigen, kæmpede mod USA, da de indfødtes land var truet af ekspanderende amerikansk bosætning. Det er anslået, at 13.000 indianere kæmpede på britisk side. Den største gruppe, Irokeserføderationen, kæmpede med 1.500 mænd.

## Krigen i nord 1775–1777

### Massachusetts
Før krigen havde Boston været hjemsted for meget af revolutionsaktiviteten, som førte til, at lokalregeringen i Massachusetts blev afsat af Storbritanniens parlament i 1774. Folkelig modstand mod disse tiltag gjorde, at de nylig udnævnte kongelige embedsmænd i Massachusetts måtte gå af eller søge tilflugt i Boston. Generalløjtnant Thomas Gage, som var den britiske øverstkommanderende i Nordamerika, havde kommando over fire britiske regulære regimenter (omkring 4.000 mand) fra sit hovedkvarter i Boston, men landområderne havde de revolutionære kontrol over.
Natten til den 18. april 1775 sendte general Gage 900 mand for at tage våbenudstyr fra militsen ved Concord i Massachusetts. Ryttere advarede landsbyen, og da de britiske tropper ankom til Lexington om morgenen 19. april, mødte de 75 minutemen ved landsbyens fællesareal. En skududveksling fulgte, og briterne flygtede til Concord, hvor det blev til flere sammenstød. Inden briterne begyndte at trække sig tilbage til Boston, var tusindvis af minutemen ankommet til sammenstødsområdet og påførte briterne svære skader. Slagene ved Lexington og Concord var starten på krigen.
Militsen rykkede derefter frem mod Boston og belejrede Boston, de britiske styrker fik forstærkning på omkring 4.500 soldater ad søvejen. 17. juni 1775 erobrede britiske styrker under general William Howe Charlestown-halvøen i slaget ved Bunker Hill. Amerikanerne trak sig tilbage, men de britiske tab var så alvorlige, at angrebet ikke blev fulgt op. Belejringen var ikke brudt, og Gage blev snart erstattet af Howe som britisk øverstkommanderende.
Den nylig udnævnte general Washington ankom udenfor Boston i juli 1775 for at overtage ledelsen af kolonistyrkerne og for at organisere den kontinentale armé. Stilstanden fortsatte gennem efteråret og vinteren. Tidligt i marts 1776 blev tunge kanoner, som patrioterne havde taget ved Fort Ticonderoga placeret på Dorchester Heights, et højdedrag, hvorfra der var udsigt over de britiske stillinger. Howes situation var nu umulig, og briterne evakuerede byen den 17. marts 1776 og søgte midlertidig tilflugt i Halifax, Nova Scotia. Washington overtog det meste af den kontinentale hær for at befæste New York City.

### Canada
Under den lange stilstand ved Boston, ledte den kontinentale kongres efter en måde at tage initiativet på andre steder. Kongressen havde indledningsvis inviteret fransk-canadierne til at slutte sig til dem som den fjortende koloni, men da det ikke lykkedes, autoriserede kongressen en invasion af Canada. Målet var at fjerne det britiske styre i den primært franskbefolkede provins Quebec (som i dag udgør Quebec og Ontario).
To ekspeditioner med kurs mod Canada blev udrustet. 16. september 1775 marcherede brigadegeneral Richard Montgomery nordpå fra Fort Ticonderoga med omkring 1.700 militsmænd; de erobrede Montreal den 13. november. General Guy Carleton, guvernør i Canada, undslap til Quebec. Den anden ekspedition blev ledet af oberst Benedict Arnold; den var et logistisk mareridt, og mange mænd døde af kopper. Inden Arnold nåede Quebec i begyndelsen af november, havde han kun 600 af sine oprindeligt 1.100 mand. Montgomerys styrke sluttede sig til Arnold og sammen angreb de Quebec by den 31. december, men de blev slået hårdt af Carleton. De resterende amerikanerne blev omkring Quebec indtil foråret 1776 og trak sig så tilbage.
Amerikanerne gjorde endnu et forsøg på at angribe Quebec, men de led nederlag i slaget ved Trois-Riviéres den 8. juni 1776. Carleton igangsatte da sin egen invasion og besejrede Arnold i slaget ved Valcour Island i oktober. Arnold trak sig tilbage til Fort Ticonderoga, hvor invasionen af Canada var begyndt. Invasionen af Canada endte som en katastrofe for amerikanerne, men Arnolds forsøg i 1776 forsinkede en britisk modoffensiv i fuld styrke indtil Saratogafelttoget i 1777.

### New York og New Jersey
General Howe havde trukket sin hær tilbage fra Boston og fokuserede nu på at erobre New York City. For at forsvare byen fordelte general Washington sine 20.000 soldater mellem Long Island og Manhattan. Mens britiske styrker samledes på Staten Island til denne kampagne, oplæste Washington uafhængighedserklæringen for sine mænd. 27. august 1776 drev briterne amerikanerne tilbage til Brooklyn Heights efter at være landet med ca. 22.000 soldater på Long Island. Howe belejrede derefter befæstningen der, men Washington formåede at evakuere sin hær til Manhattan.
Howe landede med omkring 12.000 mand på nedre Manhattan den 15. september og tog hurtigt kontrollen over New York City. Amerikanerne trak sig tilbage til Harlem Heights, hvor de to hærstyrker stødte sammen dagen efter, men de amerikanske styrker holdt stand. Da Howe omringede Washingtons hær i oktober, trak amerikanerne sig igen tilbage og et slag ved White Plains blev udkæmpet den 28. oktober 1776. Igen trak Washington sig tilbage, og Howe returnerede til Manhattan og tog Fort Washington i midten af november med næsten 3.000 fanger.
General lord Cornwallis fortsatte med at jage Washingtons hær gennem New Jersey, til amerikanerne trak sig tilbage over Delaware floden til Pennsylvania i begyndelsen af december. Da kampagnen tydeligvis var slut for dette år, gik briterne i vinterkvarter. Selv om Howe havde mistet flere muligheder for at knuse den reducerede oprørshær, havde han dræbt eller fanget over 5.000 amerikanere. Briterne gjorde New York City til deres politiske og militære operationsbase gennem resten af krigen. Regionen blev derfor fokuspunkt for Washingtons særdeles vellykkede efterretningsnetværk, til trods for den berømte arrestation af Nathan Hale. Som en videre konsekvens af briternes okkupation blev amerikanske fanger holdt på fangeskibe udenfor byen, hvor mere end 11.000 døde af bevidst forsømmelse i Wallabout Bay. Dette var flere døde end i samtlige slag i krigen. Briterne endte i 1776 med at have kontrol over store dele af New York og New Jersey og var i en god position til at genoptage operationerne til foråret med oprørshovedstaden Philadelphia indenfor rækkevidde.
Udsigterne for den kontinentale armé var dystre. "Dette er tider som prøver mændenes sjæle," skrev Thomas Paine som var med hæren ved tilbagetrækningen. Hæren var skrumpet ind til færre end 5.000 kampklare mænd og ville blive reduceret til 1.400 efter at hvervningsperioden endte ved slutningen af året. Kongressen forlod Philadelphia i fortvivlelse, selv om den folkelige modstand mod briternes okkupation var voksende.
Washington valgte at gå i offensiven og krydsede i stilhed Delaware juleaften og tog næsten 1.000 hessere til fange i slaget ved Trenton 26. december 1776. Cornwallis marcherede af sted for at tage Trenton tilbage, men blev udmanøvreret af Washington, som det lykkedes at angribe briterne i ryggen i slaget ved Princeton 3. januar 1777. Washington gik derefter i vinterkvarter ved Morristown i New Jersey efter at have givet den amerikanske sag et moralsk løft. Militsen i New Jersey fortsatte med at genere briterne og hesserne vinteren igennem.

### Saratoga og Philadelphia
Da briterne begyndte at planlægge operationerne for 1777, havde de to hovedarméer i Nordamerika: Carletons armé i Canada og Howes armé i New York. I London godkendte George Germain felttogene for disse arméer, som på grund af misforståelser, dårlig planlægning og rivalisering mellem kommandørerne ikke samarbejdede. Selv om det lykkedes Howe at erobre Philadelphia, mistede briterne den nordlige armé i en katastrofal overgivelse ved Saratoga. Både Carleton og Howe trak sig tilbage efter kampagnerne i 1777.

#### Saratogafelttoget
Den første af kampagnerne i 1777 var en ekspedition fra Canada under ledelse af general John Burgoyne. Målet var at tage Champlainsøen og Hudson-korridoren. Han ville dermed i praksis afskære New England fra resten af de amerikanske kolonier. Burgoynes invasion havde to dele: Han ville lede omkring 10.000 mænd langs Champlainsøen mod Albany, New York, mens en andre kolonne med omkring 2.000 mænd, ledet af Barry St. Leger, skulle bevæge sig ned langs Mohawk-floden og slutte sig til Burgoyne i Albany.
Burgoyne begyndte fremrykningen i juni og generobrede Fort Ticonderoga tidligt i juli. Hans fremmarch blev forsinket af, at amerikanerne ødelagde broer og spærrede veje med fældede træer. En styrke blev sendt ud for at skaffe forsyninger, men blev i slaget ved Bennington knust af amerikanske milits styrker i august. Burgoyne mistede dermed næsten 1.000 mand.
Imens havde St. Leger belejret Fort Stanwix hvor det halve af hans styrke var indianere under ledelse af Joseph Brant. Amerikanske militsmænd og deres indianske allierede rykkede frem for at komme de belejrede til undsætning, men faldt i baghold og blev spredt i slaget ved Oriskany den 6. august. Da en ny undsætningsekspedition, denne gang ledet af Benedict Arnold, ankom, afbrød St. Leger belejringen og returnerede til Canada.
Burgoynes armé var nu reduceret til omkring 6.000 mand. Til trods for tilbageslagene valgte han at rykke frem mod Albany, en skæbnesvanger beslutning, som senere gav anledning til mange kontroverser. En amerikansk hær på 8.000 mand under ledelse af general Horatio Gates havde slået lejr ca. 16 km syd for Saratoga i New York. Burgoyne forsøgte at angribe amerikanerne i flankerne, men blev stoppet i det første slag ved Saratoga i september. Burgoynes situation var desperat, men han håbede nu, at hjælp fra Howes hær i New York City kunne være på vej. Det var dog ikke tilfældet. Howe havde i stedet sejlet af sted på en ekspedition for at tage Philadelphia. Amerikanske militsmænd strømmede til Gates armé, og den voksede til 11.000 i begyndelsen af oktober. Efter at være blevet alvorligt slået i det andet slag ved Saratoga overgav Burgoyne sig den 17. oktober.
Saratoga bliver ofte regnet for vendepunktet i krigen. De revolutionæres selvtillid og målrettethed, som havde fået et knæk ved Howes vellykkede okkupation af Philadelphia, blev fornyet. Vigtigere var det, at sejren opmuntrede Frankrig til at gå ind i krigen mod Storbritannien. For briterne var krigen blevet meget mere kompliceret.

#### Philadelphiafelttoget
I 1777 koncentrerede general Howe sig om at erobre Philadelphia, der var sæde for den revolutionære regering, efter at han havde sikret sig New York City i 1776. Han flyttede sin hær uden megen postyr og gik i land med 15.000 mand sent i august ved den nordlige ende af Chesapeake Bay. Washington placerede sine 11.000 mand mellem Howe og Philadelphia, men blev slået tilbage i slaget ved Brandywine den 11. september. Den kontinentale kongres opgav igen Philadelphia, og den 26. september udmanøvrerede Howe endelig Washington og marcherede ind i byen uden at møde modstand. I Slaget ved Germantown mislykkedes det i starten af oktober for Washington at angribe briternes lejr i det nærliggende Germantown, og han trak sig afventende tilbage.
Washington og hans armé slog lejr ved Valley Forge i december, ca. 32 km fra Philadelphia, og her blev de liggende i de næste 6 måneder. I løbet af vinteren døde 2.500 mand (ud af 10.000) af sygdom og kulde. Men om foråret brød hæren op fra Valley Forge i god stand, delvis takket være et træningsprogram som blev iværksat og ledet af baron von Steuben.
I mellemtiden blev der renset ud i den britiske ledelse, og general Clinton erstattede Howe som øverstkommanderende. Den franske ankomst forandrede briternes strategi, og Clinton opgav Philadelphia for at forstærke New York City, som nu var sårbar overfor den franske marine. Washington skyggede Clinton under hans retræte og fremtvang slaget ved Monmouth den 28. juni. Dette var det sidste betydelige slaget i nord. Clintons hær undslap til New York City i juli, lige før en fransk flåde under Admiral d'Estaing ankom til den amerikanske kyst. Selv om begge arméer var tilbage dér, hvor de havde været to år tidligere, havde krigens gang ændret sig radikalt.

## International krig 1778-1783
Oprøret i Nordamerika blev i 1778 en international krig. Frankrig underskrev alliancetraktaten med USA den 6. februar 1778, efter at de hørte om den amerikanske sejr ved Saratoga. Spanien gik ind i krigen som allieret med Frankrig i juni 1779. Men i modsætning til Frankrig nægtede Spanien at anerkende USA's uafhængighed. Spanien ønskede ikke at opfordre til lignende antikoloniale oprør i det spanske imperium. Nederlandene blev også en stridende part i 1780. Alle de tre lande havde i stilhed givet finansiel støtte til de amerikanske oprørerne siden begyndelsen af krigen i håb om at dæmpe briternes gryende supermagtsstatus.

### Udvidelse af krigen til søs
Da krigen begyndte, havde briterne en overvældende overlegenhed til søs over de amerikanske kolonister. Royal Navy havde over 100 linjeskibe. Men denne flåde var gammel og i dårlig forfatning, en situation som lord Sandwich fik skylden for. I løbet af de tre første år af krigen blev marinen hovedsagelig brugt til at transportere tropper til landoperationer og til at beskytte kommerciel skibsfart. De amerikanske kolonister havde ingen linjeskibe og holdt sig i høj grad til at genere britisk skibsfart med kapere. Den kontinentale kongres autoriserede oprettelsen af en lille kontinental marine 13. oktober 1775, som hovedsagelig blev brugt til at raide handelsskibe. John Paul Jones blev den første berømte amerikanske søhelt, da han erobrede HMS "Drake" den 24. april 1778, den første sejr til et amerikansk militærfartøj i britisk farvand.
Franskmændenes indgriben i krigen betød, at den britiske marines overmagt blev udfordret. Den fransk-amerikanske alliance begyndte ganske vist dårligt med mislykkede operationer i Rhode Island i 1778 og Savannah i Georgia i 1779. En årsag til problemerne var, at prioriteterne for franskmændene og amerikanerne ikke var identiske. Frankrig håbede på at erobre britiske områder i Caribien ,inden de hjalp amerikanerne med at sikre uafhængigheden. Mens franskmændenes finansielle hjælp til amerikanernes krigsførelse allerede var af kritisk vigtighed, ville fransk militærhjælp ikke vise positive resultater, før en ekspeditionsstyrke ankom i juli 1780 ledet af Jean-Baptiste Donatien de Vimeur.
Spanien gik ind i krigen på amerikanernes side med det mål generobre Gibraltar og Menorca, som blev tabt til briterne i 1704 under Den spanske Arvefølgekrig. Den fransk-spanske invasion af England blev aldrig til noget. Gibraltar blev belejret i mere end tre år, men den britiske garnison fik forsyninger efter admiral sir George Rodneys sejr i slaget ved Cape St Vincent den 16. januar 1780. Andre fransk-spanske forsøg på at erobre Gibraltar mislykkedes. 5. februar 1782 erobrede franske og spanske styrker Menorca, som Spanien beholdt efter krigen.

### De vestindiske øer og golfkysten
Caribien oplevede mange hændelser og et antal øer skiftede hænder, særlig i De små Antiller. Til slut knuste en sejr til Rodneys flåde over den franske admiral de Grasse i slaget ved Saintes i april 1782 håbet for Frankrig og Spanien om at tage Jamaica og andre kolonier fra briterne. 8. maj 1782 erobrede grev Bernardo de Gálvez, den spanske guvernør i Louisiana, den britiske flådebase ved New Providence i Bahamas. Men med undtagelse af, at franskmændene beholdt den lille ø Tobago, vendte herredømmet over Caribien tilbage til status quo ante bellum i fredsaftalen i 1783.
På golfkysten tog Gálvez tre britiske udposter ved Mississippifloden i 1779: Manchac, Baton Rouge og Natchez. Gálvez erobrede derefter Mobile i 1780 og fremtvang overgivelsen af den britiske udpost ved Pensacola i 1781. Hans handlinger førte til, at Spanien fik Øst og Vestflorida i fredsaftalen udover at kontrollere udmundingen af Mississippi, noget som skulle vise sig at blive en alvorlig kilde til spænding mellem Spanien og USA i de kommende år.

### Indien og Holland
Den fransk-britiske krig blev ført i Indien i 1780 i form af den anden engelsk-mysoriske krig. De to vigtigste parter var Tippu Sultan, hersker over kongedømmet Mysore og en vigtig fransk allieret, og det britiske styre i Madras. Konflikten var blodig, men uden resultat og endte i 1784.
Briterne slog til mod De Forenede Nederlande for at forhindre nederlandsk indblanding i forbundet af bevæbnet neutralitet, en deklaration fra flere europæiske magter, som sagde, at de ville foretage neutral handel under krigen. Storbritannien var ikke villig til at lade Nederlandene åbent give støtte til de amerikanske oprørere. Agitering fra nederlandske radikale og en venlig holdning mod USA fra den nederlandske regering, begge påvirkede af den amerikanske revolution, opmuntrede også briterne til at angribe i 1780. Den fjerde engelsk-nederlandske krig varede til 1784 og var katastrofal for den nederlandske økonomi.

### Sydfronten
I de første tre år af Uafhængighedskrigen forekom militærsammenstødene primært i nord. Efter at franskmændene var gået ind i krigen, vendte briterne deres opmærksomhed mod de sydlige kolonier, hvor de håbede på at få kontrollen tilbage ved at rekruttere loyalister. Denne sydlige strategi havde også den fordel, at den holdt Royal Navy nærmere Caribien, hvor briterne havde behov for at beskytte deres territorier mod Frankrig og Spanien.
Et ekspeditionskorps fra Clintons armé i New York erobrede Savannah i Georgia den 29. december 1778. Et forsøg fra franskmændene og amerikanske styrker på at generobre Savannah slog fejl den 9. oktober 1779. Clinton belejrede herefter Charleston og tog byen 12. maj 1780. Med små tab havde Clinton taget det sydlige områdes største by og havn og lagt grundlaget for det, som så ud som en sikker erobring af syden.
Resterne af den sydlige kontinentale armé begyndte at trække sig tilbage til North Carolina, men blev forfulgt af oberst Banastre Tarleton, som besejrede dem i Slaget ved Waxhaw den 29. maj. Med disse hændelser kollapsede de organiserede amerikanske militæraktiviteter i regionen, selv om krigen blev ført videre af partisaner som Francis Marion. Cornwallis overtog de britiske operationer, mens Horatio Gates ankom for at lede det amerikanske forsøg. 16. august led Gates et af de værste nederlag i amerikansk krigshistorie i slaget ved Camden, og lagde grundlaget for at Cornwallis kunne invadere North Carolina.
Men situationen ændrede sig hurtigt for Cornwallis. En fløj af hans armé blev knust i slaget ved Kings Mountain den 7. oktober. Kings Mountain blev af betydning, fordi det ikke var et slag mellem britiske rødjakker og kolonitropper. Det var et slag mellem loyalister og patrioter. Tarletons tropper blev herefter besejret i slaget ved Cowpens den 17. januar 1781 af den amerikanske general Daniel Morgan.
General Nathanael Greene, Gates efterfølger, fortsatte med at udmatte briterne i en række slag, hvert af dem var en taktisk sejr for briterne, men de gav ingen strategisk fordel til sejrherren. Greene opsummerede sin ankomst i et motto, som skulle blive kendt: "Vi kæmper, bliver slået, rejser os og kæmper igen." Ude af stand til at fange eller ødelægge Greenes hær bevægede Cornwallis sig nordpå til Virginia.
General Washington sendte i marts 1781 General Lafayette af sted for at forsvare Virginia. Den unge franskmand havde en træfning med Cornwallis og undgik et afgørende slag, mens han samlede forstærkninger. "Knægten kan ikke flygte fra mig," skal Cornwallis have sagt. Men Cornwallis evnede ikke at sætte Lafayette i en fælde, derfor flyttede han sine styrker til Yorktown i Virginia i juli for at slutte sig til den britiske flåde.

### Nord– og vestfronten
Vest for Appalacherne og langs den canadiske grænse, var den amerikanske uafhængighedskrig en "indianerkrig". Briterne og den kontinentale kongres ønskede begge indianere som allierede (eller bad dem om at forblive neutrale), og mange indianerstammer blev delt i spørgsmålet om, hvilken vej de skulle følge. Som irokeserføderationen blev stammer som cherokeerne og shawneerne splittet i fraktioner. Nogen delawarere underskrev den første indianeraftale med USA, mens andre sluttede sig til briterne.
Briterne havde mangel på regulære tropper, efter at Burgoyne overgav sig ved Saratoga i 1777. Derfor blev der gjort store anstrengelser for at rekruttere indianere. Briterne forsynede deres indfødte allierede fra forter langs de store søer, og stammerne gennemførte raids i New York, Kentucky, Pennsylvania og andre steder. Som det ofte havde vist sig i tidligere konflikter, resulterede krigsførelse mellem europæere og indianere i, at begge sider angreb modparten dér, hvor de var mest sårbare; i deres hjem og landsbyer. Fælles angreb fra irokesere og loyalister i Wyoming Valley og Cherry Valley i 1778 fremprovokerede den brændte jords taktik under Sullivan-ekspeditionen i det vestlige New York i sommeren 1779. I denne grænsekrig var alle personer, mænd, kvinder og børn potentiel mål.
I Ohio Country og Illinois Country forsøgte pioneren George Rogers Clark fra Virginia at neutralisere britisk indflydelse blandt Ohio-stammerne ved at erobre udposterne Kaskaskia og ved Vincennes i sommeren 1778. Da general Henry Hamilton, den britiske kommandant i Detroit, generobrede Vincennes, vendte Clark tilbage med en overraskende march i februar 1779 og tog Hamilton til fange.
Men USA klarede ikke at skaffe sig en afgørende sejr i vest, selv da deres krigslykke voksede i øst. Lavpunktet blev nået ved grænsen i 1782 med Gnadenhütten-massakren, da militsmænd fra Pennsylvania, som ikke evnede at fange fjendtlige krigere, i stedet henrettede næsten 100 kristne civile delawarer, mest kvinder og børn. Senere samme år, i den sidste betydelige træfning i krigen, blev en gruppe kentuckiere besejret i slaget ved Blue Licks af en overlegen styrke af britiske regulære og indianere.

## Yorktown og krigens slutning
De nordlige, sydlige og maritime krigsskuepladser i krigen smeltede sammen i 1781 ved Yorktown i Virginia. Tidligt i september besejrede franske marinestyrker en britisk flåde i slaget ved Chesapeake og afskar Cornwallis' forsyninger og transport. Washington flyttede hurtigt sine tropper fra New York, og en samlet fransk-amerikansk styrke på 17.000 mand indledte belejringen af Yorktown i begyndelsen af oktober. Cornwallis' position blev hurtigt uholdbar, og han overgav sin armé 19. oktober 1781.
Overgivelsen ved Yorktown var imidlertid ikke slutningen på krigen. Briterne havde fortsat 30.000 mand i Nordamerika og okkuperede stadig New York, Charleston og Savannah. Begge sider fortsatte med at planlægge kommende operationer, og kampene fortsatte på den vestlige front, i syd og til søs.
Men i London sank den politiske støtte til krigen som en sten efter Yorktown, noget som førte til at premierminister Frederick North gik af kort tid efter. Underhuset stemte i april 1782 for at få afsluttet krigen i Amerika. Indledende fredsartikler blev signeret i Paris i november 1782, selv om den formelle afslutning på krigen ikke skete før fredsaftalen i Paris blev signeret den 3. september 1783, og USA's kongres ratificerede aftalen 14. januar 1784. De sidste britiske tropper forlod New York City den 25. november 1783.
Storbritannien forhandlede Paris–aftalen uden at konsultere sine indianske allierede og overdrog alt indiansk territorium mellem Appalacherne og Mississippi til USA. Med stor modvilje bekræftede indianerne nølende disse afståelser af land til USA i en række aftaler, men kampene blev fornyet langs grænserne i de kommende år, hvor den største konflikt var den nordvestlige indianerkrig.

### Tab
Det totale antal døde i den amerikanske uafhængighedskrig er ukendt. Som det var almindeligt i krige på det tidspunkt, krævede sygdom flere liv, end der blev dræbt på slagmarken. Krigen fandt sted under en massiv koppeepidemi som antagelig dræbte flere end 130.000 mennesker. Historikeren Joseph Ellis hævder, at Washingtons afgørelse om, at inokulere sine tropper mod kopper, kan have været hans vigtigste strategiske afgørelse.
Estimeret 25.000 amerikanske revolutionære døde under aktiv militærtjeneste. Ca. 8.000 af disse dødsfald var i kamp, mens de andre 17.000 døde af sygdom, hvoraf 8.000 – 12.000 døde som krigsfanger, de fleste i rådne skibe i New York. Antallet af revolutionære, som blev alvorligt såret eller lemlæstet af krigen, er blevet anslået til at være mellem 8.500 og 25.000. Det totale antal amerikanske tab var derfor så højt som 50.000.
Omkring 171.000 søfolk gjorde tjeneste for briterne under krigen. Ca. 25 til 50 % af dem blev presset til tjeneste. Ca. 1.240 blev dræbt i slag, mens 18.500 døde af sygdom. Den største dødsårsag var skørbug, en sygdom som på det tidspunkt let kunne forebygges ved at give søfolkene citronsaft, et tiltag som admiralitetet ikke tog i anvendelse i det, som historikeren Piers Mackesy karakteriserede som "administrativ apati". Ca. 42.000 britiske søfolk deserterede i løbet af krigen.
Omkring 1.200 tyskere blev dræbt i kampene, og 6.354 døde som følge af sygdom eller ulykker. Omkring 16.000 af de tilbageværende tyske tropper vendte hjem, mens omkring 5.500 blev i USA efter krigen af forskellige grunde, mange blev efterfølgende amerikanske statsborgere. Der er ingen præcis statistik over antallet af døde og sårede blandt de mange andre grupper, såsom loyalister, britiske regulære, indianere, franskmænd, spaniere og civile.

### Historisk vurdering
Historikere har ofte forsøgt at forklare, hvorfor Storbritannien tabte en krig, som få på den tid forventede, at de ville tabe. Storbritannien havde en række militære fordele ved krigens udbrud; en totalt overlegen flåde, en professionel armé efter datidens standard og langt større finansielle ressourcer. Hertil kom, at amerikanerne ofte manglede militærforsyninger og traditionelt nærede mistro til centralregering og stående arméer, hvilket gjorde opretholdelsen af en national militærstyrke ekstremt vanskelig.
På den anden side havde briterne betydelige militære ulemper. Afstand var et stort problem; de fleste tropper og forsyninger måtte sendes med skib 4.800 km over Atlanterhavet. Briterne havde logistiske problemer hver gang de opererede i større afstand fra havnebyer, mens amerikanerne havde lokale kilder af mandskab og mad og var mere kendt med (og akklimatiseret) områderne. Desuden betød rejsen over havet, at briternes kommunikation altid var to måneder forsinket, for inden de britiske generaler i Amerika fik ordrer fra London, havde den militære situation ændret sig fuldstændigt.
Det, at slå et oprør ned i Amerika, førte også til andre problemer. Da kolonierne dækkede et stort område og ikke havde været forenede før krigen, var der ikke noget centralt område, som var strategisk vigtigt. I Europa betød erobringen af en hovedstad som regel, at krigen var slut. I Amerika fortsatte krigen med fuld styrke, selv om briterne tog byer som New York og Philadelphia. Endvidere betød størrelsen af kolonierne, at briterne manglede det fornødne mandskab til at kontrollere dem med magt. Når et område var blevet okkuperet, måtte der holdes styrker der, ellers ville de revolutionære tage kontrollen tilbage, og disse styrker var derfor ikke til rådighed for offensive operationer. Briterne havde nok tropper til at besejre amerikanerne på slagmarken, men ikke nok til samtidig at kontrollere kolonierne. Denne mangel på mandskab blev kritisk, efter at Frankrig og Spanien gik ind i krigen, fordi britiske tropper måtte spredes i flere felttog, som tidligere havde været koncentreret i Amerika.
Briterne havde også den vanskelige opgave at udkæmpe krigen, samtidig med, at de skulle fastholde støtten fra loyalisterne. Loyalistisk støtte var vigtig, da målet for krigen var at beholde kolonierne i det britiske imperium, men dette førte til et antal militære begrænsninger. Tidligt i krigen tjente brødrene Howe som fredskommissærer, samtidig med at de ledede briterne i krigen, en dobbeltrolle, som kan have begrænset deres effektivitet. Desuden kunne briterne have rekrutteret flere slaver og indianere i krigen, men dette ville have fremmedgjort mange loyalister endnu mere, end briterne gjorde ved kontroversielt at leje tyske soldater. Behovet for at beholde loyalistenes støtte betød også, at briterne ikke kunne bruge hårde metoder til at slå oprøret ned med på samme måde, som de havde gjort i Irland og Skotland. Selv med disse begrænsninger blev mange potentielt neutrale kolonister drevet ind i de revolutionæres rækker på grund af krigen.